# Philanthropin

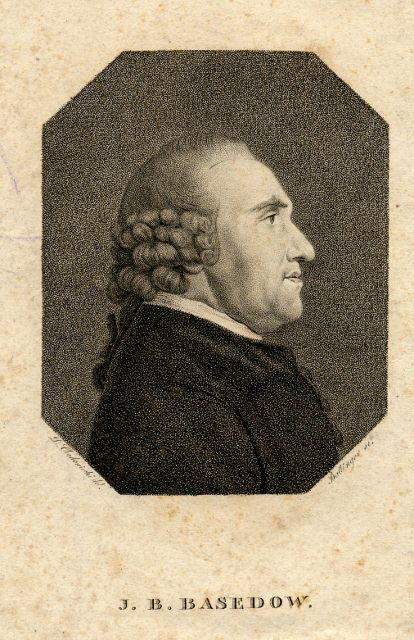
Johann Bernhard Basedow, Kupferstich von Daniel Chodowiecki

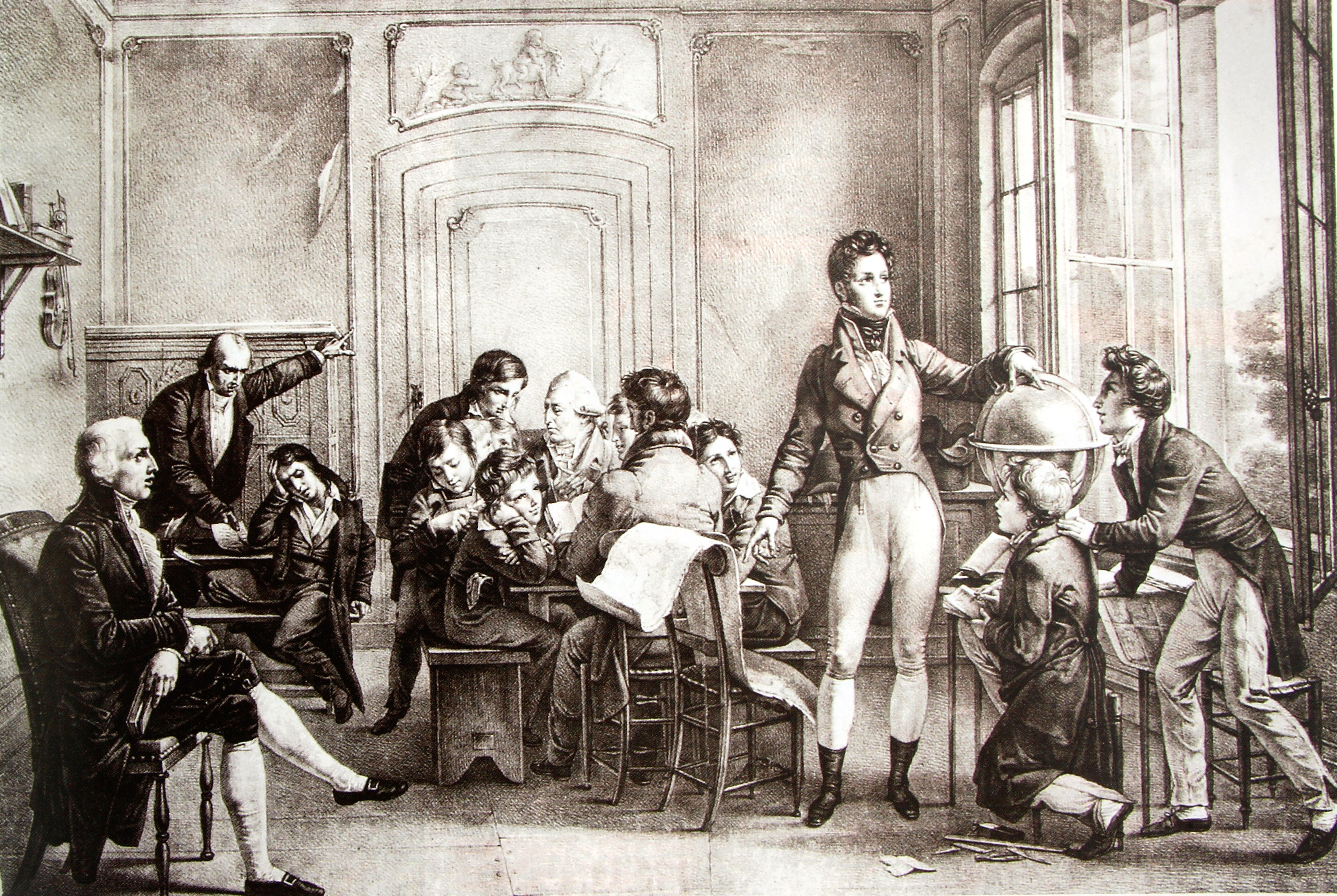
Schulszene im Philanthropin Reichenau, rechts stehend der spätere „Bürgerkönig“ Louis-Philippe als Erzieher.

Ein Philanthropin oder Philanthropinum ist eine Schule, die nach den Grundsätzen des Philanthropismus unterrichtet, mit den Erziehungsmaximen Menschenliebe (Philanthropie), Vernunft, Gleichheit, Natürlichkeit und Glück.

## Geschichte
Die erste Erziehungs- und Unterrichtsanstalt nach den Idealen der Philanthropie gründete der Theologe, Reformpädagoge und Philanthrop Johann Bernhard Basedow (1724–1790) im Jahr 1774 in Dessau. Das Philanthropinum Dessau wurde zum Vorbild einer Vielzahl ähnlicher Schulen, von denen einige erst nach der Schließung des Dessauer Instituts im Jahr 1793 gegründet wurden.
Zur größten und am längsten bestehenden Einrichtung dieser Art entwickelte sich das Philanthropin in Frankfurt am Main, das zeitweise bis zu 1000 Schüler unterrichtete. Als Schule der israelitischen Gemeinde wurde sie 1942 durch die Nationalsozialisten geschlossen. Im Jahr 1966 wurde sie erneut eingerichtet.

## Bekannte Philanthropinen
| Gründung              | Name                               | Lage                                                       | Gründungsleiter                         | Auflösung | Bemerkung |
| --------------------- | ---------------------------------- | ---------------------------------------------------------- | --------------------------------------- | --------- | --- |
| 1773                  | Militärschule in Colmar            | Colmar, Elsass, Frankreich (⊙)                             | Gottlieb Konrad Pfeffel (1736–1809)     | 1792      | Die Militärschule orientierte sich stark am Vorbild der ein Jahr später gegründeten Dessauer Schule und wurde gelegentlich auch als „Philanthropin Colmar“ bezeichnet.                                                                          |
| 1774                  | Philanthropinum Dessau             | Dessau, Sachsen-Anhalt (⊙)                                 | Johann Bernhard Basedow (1724–1790)     | 1793      | Das Dessauer ‚Mutterinstitut‘ wurde zum Vorbild einer Vielzahl ähnlicher Schulen. Auch das heutige „Gymnasium Philanthropinum“ in Dessau stellt sein Leitziel unter das Motto: Schule der Menschenfreundschaft.                                 |
| 1775                  | Philanthropinum Schloss Marschlins | Gemeinde Landquart, Kanton Graubünden, Schweiz (⊙)         | Karl Friedrich Bahrdt (1740–1792)       | 1777      | Das Philanthropin entwickelte sich aus dem von Johann Peter Nesemann geleiteten Seminars in Haldenstein und scheiterte bereits im Februar 1777 an Unterfinanzierung.                                                                            |
| 1777                  | Philanthropin Heidesheim           | Colgenstein-Heidesheim, Rheinland-Pfalz (⊙)                | Karl Friedrich Bahrdt                   | 1779      | Die Schule wurde geschlossen, als der Weihbischof des Bistums Worms, Franz Xaver Anton von Scheben, beim Reichshofrat eine Verurteilung Bahrdts wegen Ketzerei erreichte.                                                                       |
| 1780                  | Société Philanthropique de Paris   | Paris                                                      | Charles-Pierre-Paul Savalette de Langes |           | Anfänglich unter dem Namen Maison Philanthropique; erste der Armenfürsorge dienende Vereinigung der Neuzeit |
| 1780                  | Philanthropin Frankenthal          | Frankenthal, Kurpfalz (⊙)                                  | Louise L’Écuyer († 1781)                |           | Mädchenschule Das heutige „Karolinen-Gymnasium“ in Frankenthal versteht sich als Nachfolger des Philanthropins. |
| 1782                  | „Mannheimer Philanthropin“         | Mannheim, Kurpfalz                                         | Johann Jakob Winterwerber (1753–1805)   |           | Nichtkonfessionelle Knabenschule (Unter der unmittelbaren Oberaufsicht der kurpfälzischen hohen Landesregierung stehendes, öffentliches Erziehungsinstitut)                                                                                     |
| 1784                  | Philanthropin Schnepfenthal        | Schnepfenthal, Thüringen (⊙)                               | Christian Gotthilf Salzmann (1744–1811) |           | Die heutige „Salzmannschule“ in Schnepfenthal, ein Stadtteil von Waltershausen, sieht sich als letztes noch erhaltenes Philanthropin in Deutschland.                                                                                            |
| 1788                  | Philanthropic Society              | London                                                     |                                         |           | Der Bekämpfung der Jugendkriminalität gewidmet |
| 1792                  | Philanthropin Reichenau            | Reichenau, Gemeinde Tamins, Kanton Graubünden, Schweiz (⊙) | Johann Peter Nesemann (1724–1802)       | 1798      | Ab 1796 führte Johann Peter Nesemann das Institut gemeinsam mit Heinrich Zschokke (1771–1848). Von November 1793 bis Juni 1794 wirkte der spätere „Bürgerkönig“ Louis-Philippe unter dem Namen „Monsieur Chabod“ als Erzieher an dieser Schule. |
| 1804 Neugründung 1966 | Philanthropin Frankfurt am Main    | Frankfurt am Main, Hessen (⊙)                              | Michael Hess (1782–1860)                | 1942      | Die Schule der israelitischen Gemeinde wurde 1942 durch die Nationalsozialisten geschlossen. Die im Jahr 1966 neugegründete Schule der Jüdischen Gemeinde trägt heute den Namen „I. E. Lichtigfeld Schule im Philanthropin“.                    |
| 1804                  | Philanthropin Vechelde             | Vechelde, Niedersachsen (⊙)                                | Johann Peter Hundeiker (1751–1836)      | 1819      | Die Schließung der Schule erfolgte, als die Regierung des Herzogtums Braunschweig das Schulgebäude Schloss Vechelde zurückforderte. |
| 1828                  | Société de Bienfaisance Urbaine    | Brüssel                                                    |                                         |           | Später unter dem Namen Société Royale de Philanthropie |